# Andalucía Oriental
Andalucía Oriental (también conocida como Alta Andalucía o Región de Granada) es una región histórica española que abarca las provincias de Almería, Granada, Jaén y Málaga. Asimismo, algunos colegios profesionales y otros organismos de derecho público incluyen en ella a la ciudad autónoma de Melilla, que hasta 1995 constituía una comarca incluida en la provincia malagueña.

## Ámbito territorial
El ámbito territorial de Andalucía Oriental corresponde al de las provincias de Almería, Granada, Jaén y Málaga (así como también a la Ciudad Autónoma de Melilla, muy vinculada tradicionalmente en el plano administrativo a esta región), es decir, se identifica grosso modo con el que, hasta la división en provincias, de 1833, correspondía a los reinos de Granada y de Jaén. A partir de la nueva provincialización, dicho ámbito territorial comienza a recogerse en textos y en distintas propuestas de organización territorial, como una única subregión, bien denominada simplemente como "Granada", bien con otras denominaciones, como Alta Andalucía aunque, según autores como Marvau o Jean Sermet, siempre con el mismo ámbito geográfico. La actual denominación, comienza a utilizarse ya entrado el siglo XX, especialmente en el ámbito administrativo, hasta que la doctrina la consagra, "en el contexto del subdesarrollo andaluz". En el último tercio del siglo, autores como José Cazorla Pérez o Alain Huetz de Lemps, confirman la dicotomía subregional de Andalucía. A partir de los años dos mil, desde determinados ámbitos se ha desvinculado a la Provincia de Málaga de Andalucía Oriental.

## Andalucía Oriental en la organización territorial de España

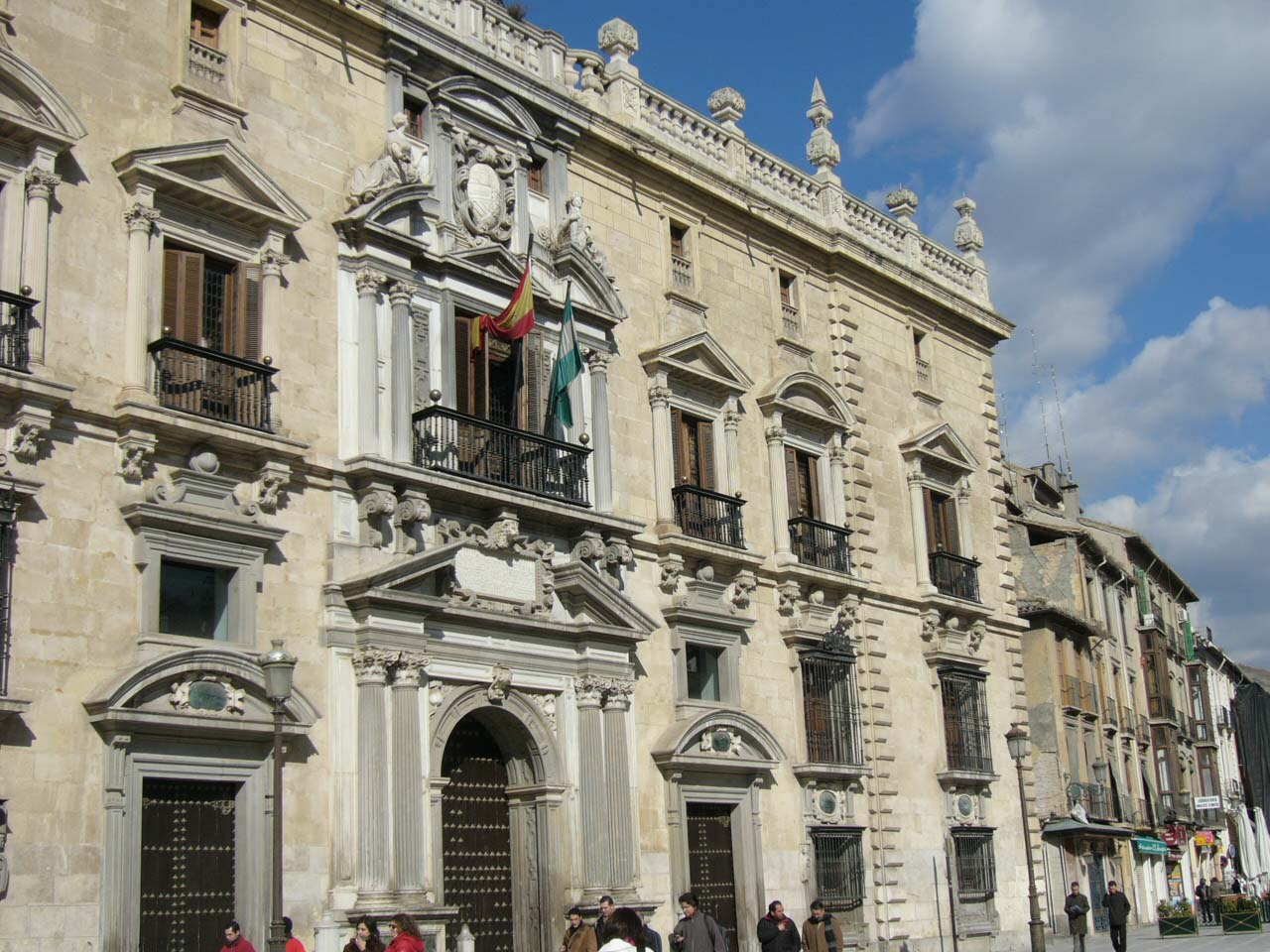
Palacio de la Real Chancillería que hoy en día alberga el Tribunal Superior de Justicia de Andalucía en Granada.

El territorio de Andalucía Oriental nunca ha tenido ningún estatus político diferenciado dentro de España. Sin embargo, con diversas denominaciones, los territorios de los reinos históricos de Granada y Jaén han constituido demarcaciones específicas en diversos ámbitos; además, también ha tenido, y tiene, estatus administrativo.

### Administración judicial

Audiencias territoriales de España creadas en 1834.

En 1834 se produjo una transformación radical de la planta judicial española. Mediante un real decreto promulgado el 26 de enero, se crearon 15 audiencias territoriales, de igual rango. La Real Chancillería de Granada se transformó en audiencia, y los territorios sobre los que tenía jurisdicción, que desde las reformas promulgadas por las Cortes de Cádiz, eran ya solo los antiguos reinos de Granada, Jaén y Murcia, quedaron reducidos a las provincias de Almería, Granada, Jaén y Málaga. El Real Decreto de esta regionalización indicaba la necesidad de «uniformar la demarcación judicial con la administrativa, y hacer una distribución proporcionada de territorios en las audiencias y chancillerías». La uniformización tuvo como base únicamente las provincias creadas dos meses antes en el Decreto de Javier de Burgos de 1833, sin considerar las regiones meramente clasificatorias recogidas en el mismo decreto.

### Administración militar

Regiones militares de España tras la reforma de 1841.

En 1841 se produjo la reorganización de la estructura militar española. A finales del Antiguo Régimen existían 13 capitanías generales en que se organizaba militarmente el territorio. La Capitanía General de Granada ejercía su jurisdicción sobre el Reino de Granada. Tras la reforma, se crearon 14 regiones militares, cuyos jefes conservaron la denominación de capitanes generales. La VII región militar, con comandancia en Granada, recibió la jurisdicción sobre las provincias de Almería, Granada, Jaén y Málaga. Si bien los jefes de las regiones militares conservaban el título de capitán general no fue hasta 1844 cuando recuperaron la denominación de capitanías generales. Durante la Segunda República, la estructura anterior fue sustituida por una basada en divisiones orgánicas. La II División Orgánica, con sede en Sevilla, abarcaba toda Andalucía. Tras la Guerra Civil, la región militar de Granada pasó a ser la IX región, desapareciendo en 1984 al ser fusionada con la de Sevilla en la nueva Región Militar Sur.

### Administración universitaria

Distritos universitarios de España en 1845.

El 17 de septiembre de 1845 se aprobó un nuevo Plan General de estudios, que redujo a diez las universidades españolas y estableció que el territorio español se debía dividir en tantos distritos universitarios como universidades existían. El 22 de octubre de 1845 se aprobaba el reglamento que regulaba la ejecución del Plan de Estudios, el cual establecía las provincias que formaban cada distrito universitario, que tomaba el nombre de la ciudad en la que estaba establecida la universidad. Se establecía que el distrito universitario de Granada comprendía las provincias de Almería, Granada, Jaén y Málaga. Aún en el tardofranquismo era uno de los 13 distritos universitarios con carácter regional en que se organizaba España en esa época.

### Administración eclesiástica

Diócesis de España con la Archidiócesis de Granada y sufragáneas.

La archidiócesis de Granada, creada de nueva planta bajo patronato real por los Reyes Católicos en el marco de la organización del reino de Granada, incluía originariamente como sufragáneas a las diócesis de Guadix, Almería y Málaga (este última sufragánea hasta entonces de la archidiócesis de Sevilla). En el siglo XVIII, sin embargo, la archidiócesis de Granada solo tenía por sufragáneas las de Guádix y Almería. Con la firma del concordato de 1851, se acentuó la tendencia a unificar las jurisdicciones civil y eclesiástica, adaptando esta última, en lo posible a las provincias civiles. Mientras que, por una parte, las diócesis de Granada y Guádix se dividen la provincia granadina, las diócesis de Jaén, Cartagena y Málaga (correspondientes con las provincias de Jaén, Murcia y Albacete, y Málaga, junto con la ciudad de Melilla) pasan a ser sufragáneas de Granada.

### Regionalizaciones administrativas
La denominación Andalucía Oriental no aparece hasta el siglo XX. Con esta nueva denominación existen una Demarcación de Carreteras del Ministerio de Fomento (correspondiente a Andalucía Oriental; solo otra comunidad autónoma, Castilla y León, se encuentra dividida en dos demarcaciones) y una Jefatura Superior de Policía Nacional (siendo Andalucía la única comunidad autónoma que mantiene dividida en dos la organización periférica de la Policía Nacional). También varios colegios oficiales profesionales tienen una delegación para Andalucía Oriental, destacando los siguientes, vigentes en la actualidad:
- Demarcación de Andalucía Oriental y Melilla del Colegio Oficial de Ingenieros de Telecomunicación. [3]
- Colegio Oficial de Ingenieros Industriales de Andalucía Oriental. [2]
- Colegio de Ingenieros Técnicos de Obras Públicas e Ingenieros Civiles de Andalucía Oriental.[25]
- Decanato Territorial de Andalucía Oriental del Colegio de Registradores de la Propiedad y Mercantiles de España.[26]
- Ilustre Colegio Oficial de Psicología de Andalucía Oriental.[1]
- Real Academia de Medicina y Cirugía de Andalucía Oriental.[27]
- Real Academia de Ciencias Veterinarias de Andalucía Oriental.[28]

### Regionalizaciones en el ámbito empresarial y político

Vocalías de Reforma Democrática.

La existencia de Andalucía Oriental en la estructura territorial de grandes empresas de ámbito nacional también se ha producido con relativa frecuencia, y de manera muy destacada en el sector bancario. Como ejemplo, entidades bancarias como CaixaBank, reflejaron en su estructura regionalizada direcciones territoriales diferenciadas, tanto para Andalucía Oriental como para Andalucía Occidental.
A nivel de partidos y organizaciones políticas, la Reforma Democrática (una de las siete asociaciones políticas que se federaron para constituir Alianza Popular en 1977) de Manuel Fraga Iribarne planteó, en su I Congreso Nacional de 1976, un Comité Ejecutivo Nacional que reflejaba una estructura territorial de vocalías regionales que contemplaba una Andalucía Oriental diferenciada de Andalucía Occidental (con un vocal para cada región, que eran: Francisco de la Torre Prados para Andalucía Oriental, y Antonio Navarro Velasco para Andalucía Occidental). Del mismo modo, El Partido Proverista, por ejemplo, defendía en las mismas fechas una concepción de España basada en un Estado federal, dentro del cual estaba el estado federado de Andalucía Oriental y Murcia. Así mismo, y en períodos mucho más recientes, han existido ejemplos de partidos políticos nacionales que han acogido la opción de crear estructuras regionalizadas para territorios históricos como Andalucía Oriental o la Región Leonesa, como es el caso de Coalición de Centro Democrático, que reflejó esta posibilidad en sus estatutos en noviembre de 2017.

### Los territorios de Andalucía Oriental en los distintos procesos regionalizadores

Estados que componen la Nación Española según el proyecto de Constitución Federal de 1873. No se representan Cuba ni Puerto Rico. La distribución provincial es orientativa, dado que su configuración era competencia de los Estados miembros.

Gobiernos Generales propuestos en el Decreto de Patricio de la Escosura de 1847.

- En 1847, Patricio de la Escosura promulgó un decreto que dividía la gobernación del Reino de España en once gobiernos generales. El decreto establecía el "Gobierno de Granada", con capital en Granada, y formado por las provincias de Granada, Málaga, Almería y Jaén. El decreto fue derogado siete días después, sin llegar a entrar en vigor.
- En 1873, durante la Primera República Española, se elaboró un proyecto de constitución, que no llegó a promulgarse, que definía a España como una república federal, integrada por diecisiete estados con poder legislativo, ejecutivo y judicial. El artículo primero de la Constitución Federal de 1873 constituía a la Andalucía Alta o Granada como uno de esos estados (sin definir sus provincias integrantes ya que eran una realidad histórica que comprendían las actuales provincias de Málaga, Granada, Jaén y Almería).
- En 1884, el liberal Segismundo Moret presentó a las Cortes de España un proyecto de reforma de la Ley Provincial, que distribuía la jurisdicción administrativa y el gobierno político de España en quince regiones, por motivos puramente administrativos y económicos, y sin concesión alguna a la autonomía regional. En lo relativo a la Región de Granada, planteaba la misma demarcación y nomenclatura que el decreto de Patricio de la Escosura de 1847.
- En 1891, Francisco Silvela y Joaquín Sánchez de Toca redactaron un proyecto de división territorial de España, que establecía para la Región de Granada la misma demarcación y nomenclatura que Moret. Este proyecto pretendía dotar de mayores atribuciones no solo a las entidades regionales, sino también a las entidades municipales y provinciales. No obstante este proyecto no llegó a presentarse a las Cortes de España.[4]

### Andalucía Oriental como comunidad autónoma propuesta

Bandera que la UCD de Granada propuso durante la Transición para Andalucía Oriental.

En la Transición la UCD de Granada defendió la creación de una comunidad autónoma para Andalucía Oriental, llegando a crear una bandera que simbolizaba esa reivindicación.
La Plataforma por Andalucía Oriental (PAO) y el Partido Regionalista por Andalucía Oriental (PRAO) defendieron la idea de que Andalucía Oriental se constituyese en comunidad autónoma, separada de Andalucía y dentro del marco de la Constitución Española. Varias organizaciones continúan defendiendo esta idea, y en noviembre de 2021 surge Juntos por Granada, un partido político que busca impulsar la autonomía de la provincia de Granada.

## Medio físico

### Ubicación
La extensión de Andalucía Oriental es de 42 102 km², que corresponde al 8,34 % del territorio español y al 7,22 % de la península ibérica.

### Relieve

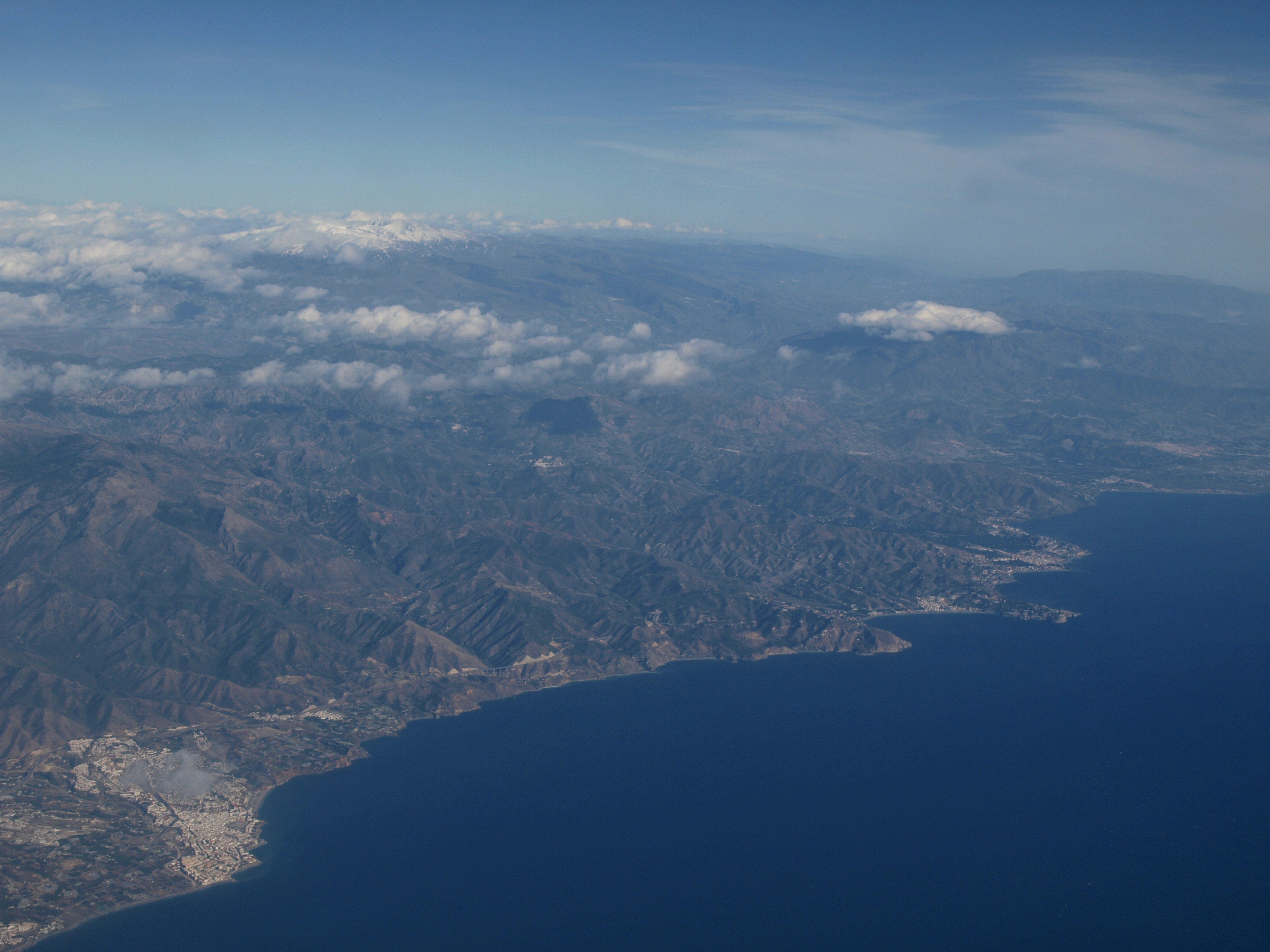
Vista aérea de la costa de Málaga y parte de la provincia de Granada. Andalucía Oriental es también llamada la Andalucía Alta por tener una geografía más montañosa.

El relieve de Andalucía Oriental es, en su mayoría, montañoso, hallándose allí algunas las mayores cotas de altitud de la península ibérica. Tres de las cuatro provincias de Andalucía Oriental tienen acceso al mar: Almería, Granada y Málaga; sus costas tienen una significativa presencia de acantilados. En Andalucía Oriental se pueden distinguir dos unidades del relieve:
- Cordilleras Béticas. Se dividen a su vez en la Cordillera Penibética y en la Cordillera Subbética y entre ellas se sitúa el Surco Intrabético.
- Depresión Bética. Ocupa la parte noroeste de la provincia de Jaén.

### Hidrografía
Andalucía Oriental se encuentra dividida entre la cuenca del Guadalquivir y las cuencas fluviales que vierten al Mediterráneo. La región está recorrida por los Sistemas Béticos que hacen de divisoria entre ambos conjuntos. Administrativamente, la Confederación Hidrográfica del Guadalquivir gestiona la cuenca del Guadalquivir, en tanto que las cuencas mediterráneas lo son por la Agencia Andaluza del Agua, a través del Distrito Hidrográfico Mediterráneo. Una pequeña área del noroeste de la provincia de Málaga, que pertenece a la cuenta del Guadalete, se gestiona a través del Distrito Hidrográfico Guadalete-Barbate.
Por el norte el río Genil y el Guadiana Menor recogen todas las cuencas intramontañosas de las Sierras Béticas. Por el sur numerosas ramblas y ríos más singulares como el Guadalmedina recogen las aguas y las transportan al mar Mediterráneo. Los ríos mediterráneos son estacionales, de bajo caudal aunque con avenidas torrenciales en épocas de lluvias. Los ríos de la cuenca del Guadalquivir son menos torrenciales y mantienen mejor el caudal durante todo el año. Gracias a la orografía de la región se han construido numerosas presas que abastecen a la población.

### Clima

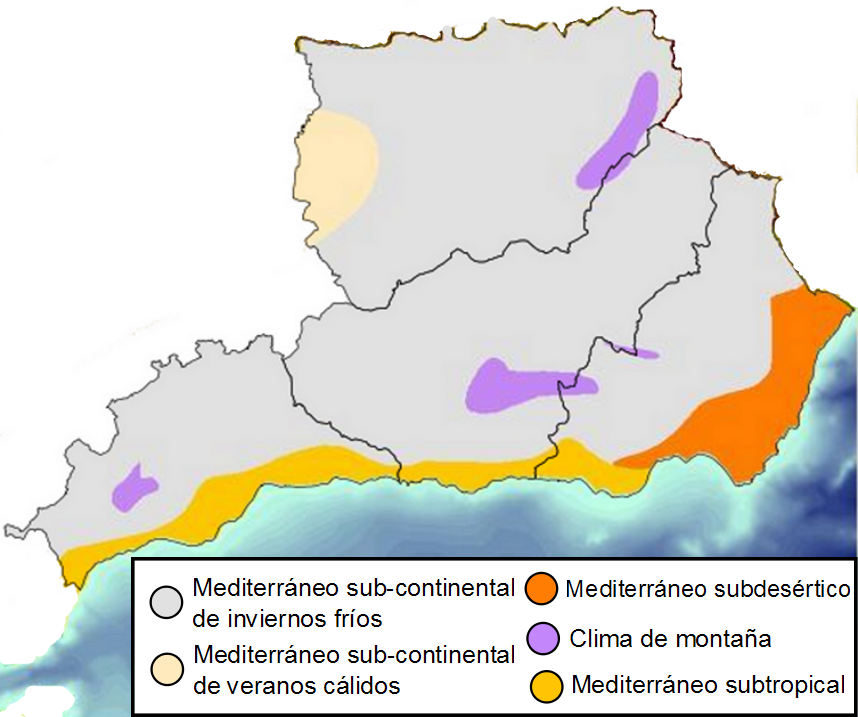
Variedades climáticas en Andalucía Oriental.

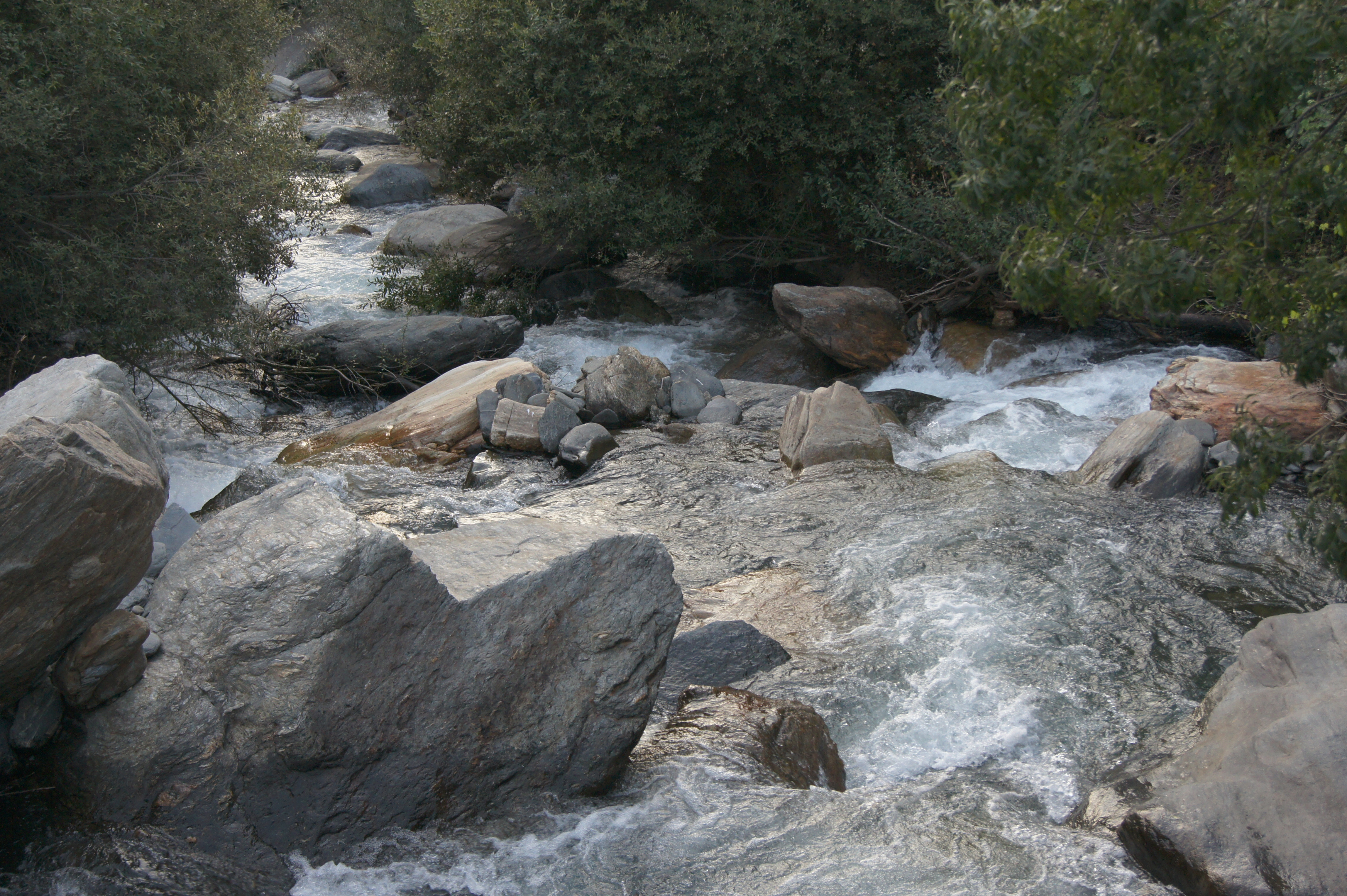
Nacimiento del río Genil en Sierra Nevada.

El clima de Andalucía Oriental es clima mediterráneo en la zona de costa, con veranos secos y cálidos y períodos de lluvias entre septiembre y mayo cuando las lluvias pueden llegar a ser torrenciales, y clima mediterráneo continentalizado en el interior, con veranos cálidos y secos e inviernos fríos y húmedos. A diferencia de Andalucía Occidental, el lado oriental es mucho más montañoso, por lo que también encontramos el clima de montaña con veranos suaves e inviernos muy fríos y húmedos. En la región además se desarrollan zonas con microclimas, como el caso de la Costa Granadina que disfruta de un clima subtropical ideal para el cultivo de frutas tropicales o la provincia de Almería con un clima subdesértico.

### Flora y fauna
La flora vascular de Andalucía Oriental cuenta con 165 familias, 975 géneros y 3724 taxones actuales (especies y subespecies), lo que la señalan como excepcional en el contexto de la Región Mediterránea.
En 1837, Boissier viajó a España para estudiar la flora del Reino de Granada, siendo el primer explorador que descubrió la riqueza florística de Andalucía Oriental a los ojos de todo el mundo.
Los núcleos más importantes en cuanto a flora son sierras de la Cordillera Penibética como Sierra Nevada, las sierras del Cabo de Gata, Alhamilla, Filabres, Baza, Gádor, Almijara, Tejeda, Antequera, Serranía de Ronda; de la Cordillera Prebética como las sierras de María, La Sagra; de la Cordillera Subbética como las Sierras de Huétor, Loja, etc; así como las depresiones del Surco Intrabético, también muy ricas en plantas singulares como las de Antequera, Granada, Baza, Guadix, Huéscar, etc.
Según Gabriel Blanca, catedrático de Botánica de la Universidad de Granada, la flora de Andalucía Oriental es una de las floras más importantes de toda la región mediterránea porque incluye a más del 45% de los taxones ibéricos, siendo el 7% de la superficie de la península ibérica.

## Historia
En época prerromana pudo haber existido una marcada diferencia entre Andalucía occidental, dominada por turdetanos y grupos relacionados (posiblemente la lengua de estos pueblos tuvo alguna relación con el idioma tartésico). Mientras que Andalucía oriental estaba dominada por bastetanos y oretanos, estos pueblos parecen haber hablado variantes del idioma ibérico.
Durante la dominación romana existió una provincia senatorial denominada Bética (Bætica) que ocupaba territorios tanto de Andalucía oriental como occidental. Entre los siglos V y VI formó parte del reino visigodo. Hacia mediados del s. VI el imperio romano de oriente conquistó parte de las tierras de Andalucía oriental y se constituyó la provincia de Spania del imperio bizantino. Aunque posteriormente toda Andalucía volvió a estar unificada bajo los monarcas visigodos, hasta que el general Táriq ibn Ziyad conquistó Andalucía para el Califato Omeya. Ese fue el principio de una serie de más de siete siglos en que en Andalucía oriental estaría gobernada por monarcas musulmanes. La última fase del dominio musulmán, estuvo caracterizada por el dominio del reino nazarí de Granada que básicamente se restringía a Andalucía Oriental. Algunas de las diferencias que se entrarían posteriormente entre Andalucía Oriental y Occidental se remontarían a la incorporación más tardía de Andalucía Oriental al reino de Castilla.

## Población
La población de Andalucía Oriental es de 3 893 709 habitantes, con 15 municipios que superan los 60.000 habitantes.
El top 11 de municipios con más habitantes en Andalucía Oriental son:
| N.º | Nombre          | Población (1 de enero de 2021) |
| --- | --------------- | ------------------------------ |
| 1   | Málaga          | 577 405                        |
| 2   | Granada         | 231 775                        |
| 3   | Almería         | 200 753                        |
| 4   | Marbella        | 147 958                        |
| 5   | Jaén            | 112 757                        |
| 6   | Roquetas de mar | 98 725                         |
| 7   | Mijas           | 86 744                         |
| 8   | El Ejido        | 84 005                         |
| 9   | Melilla         | 83 196                         |
| 10  | Velez-Málaga    | 82 967                         |
| 11  | Fuengirola      | 82 585                         |

## Economía
| N.º | Nombre  | PIB por provincias de la región (En Millones de €) (1 de enero de 2022) |
| --- | ------- | ----------------------------------------------------------------------- |
| 1   | Málaga  | 34 432 (42.05%)                                                         |
| 2   | Granada | 18 023 (22.01%)                                                         |
| 3   | Almería | 16 519 (20.17%)                                                         |
| 4   | Jaén    | 11 394 (13.91%)                                                         |
| 5   | Melilla | 1 509 (1.84%)                                                           |

## Cultura

### Hablas de Andalucía Oriental

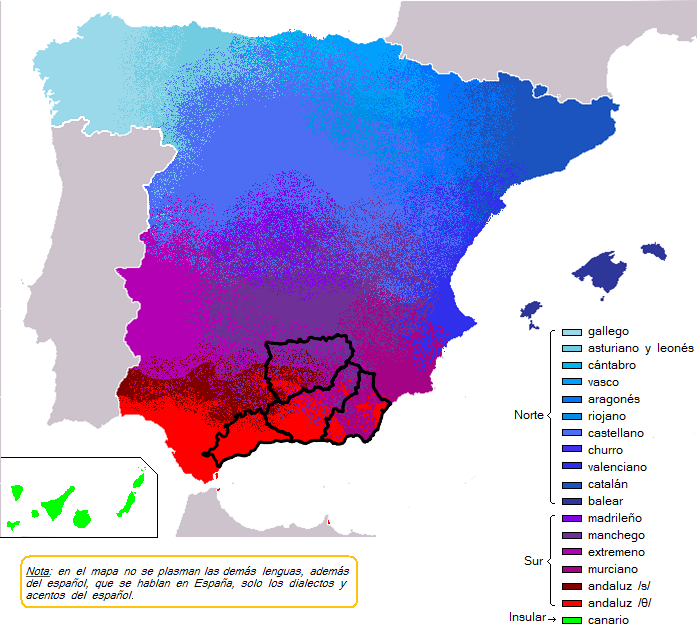
Acentos que confluyen en Andalucía Oriental.

En Andalucía Oriental confluyen los límites de varias modalidades lingüísticas, dialectos o hablas del español. Así, numerosos lingüistas hablan de que en la mayor parte de la provincia de Almería, norte de la de Granada y este de la de Jaén no se habla andaluz, sino murciano; y de que en la mitad norte de la provincia de Jaén se habla manchego en vez de andaluz.

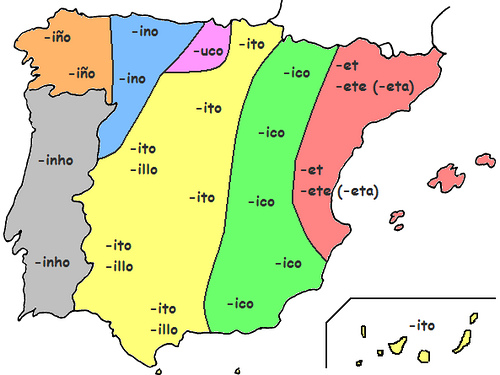
Sufijos diminutivos en la península ibérica, donde se observa el "-ico" como predominante en Andalucía Oriental.

A su vez, gran parte de lingüistas consideran que estos límites de dialectos presentes en Andalucía Oriental conforman un dialecto en sí: el andaluz oriental.

#### Origen del dialecto andaluz oriental
Desde la Reconquista (1492) hasta el fin de la Rebelión de las Alpujarras (1571) la mayor parte de la población del Reino de Granada era mudéjar, siendo mínima la población procedente de los reinos cristianos. Así, tras las deportaciones ocurridas en 1569, 1570 y 1571, el Reino de Granada quedó prácticamente despoblado; de esta forma, fueron expulsados 140.000 mudéjares.
La procedencia de los repobladores explica la evolución del dialecto andaluz oriental. Como ejemplo, según los documentos acerca de las repoblaciones en el antiguo Reino de Granada, se recoge que en las comarcas del centro de la actual provincia de Almería, casi la mitad de los repobladores que se asentaron eran murcianos, siendo el resto valencianos y jiennenses y, en menor medida, cordobeses, sevillanos y castellanos.

#### Vocalismo del andaluz oriental
El sistema vocálico del andaluz oriental distingue más timbres que el español estándar. Esto fue muy tempranamente reconocido como testimonian los trabajos de T. Navarro Tomás (1939) y E. Alarcos Llorach (1949). Este último postuló un sistema de ocho timbres diferentes:
|             | Anterior | Central | Posterior |
| ----------- | -------- | ------- | --------- |
| Cerrada     | i        |         | u         |
| Semicerrada | e        |         | o         |
| Semiabierta | ɛ        |         | ɔ         |
| Abierta     | æ        | a       |           |
Otros lingüistas como M. Alvar (1955) amplían este sistema aún más hasta las diez unidades distintivas [i, ɪ, e, ɛ, æ, a, ɔ, o, ʊ, u], y un sistema similar de diez unidades fue propuesto por G. Salvador Caja (1957), aunque luego lo redujo a nueve realmente distintivas.
La oposición entre vocales abiertas y cerradas se percibe en la formación del plural por ejemplo:
| Forma fonológica                | glosa                   | género y número                     |
| ------------------------------- | ----------------------- | ----------------------------------- |
| /el pero/ /lɔ perɔ/ ~ /lɔ pɛrɔ/ | 'el perro' 'los perros' | masculino singular masculino plural |
| /la mesa/ /læ mesæ/ ~ /læ mɛsæ/ | 'la mesa' 'las mesas'   | femenino singular femenino plural   |
La diferencia de obertura permite distinguir singular de plural, incluso en aquellos dialectos donde el reflejo aspirado de /-s/, es decir [h] o [ʰ], ha desaparecido.